# アナセトラピブ
アナセトラピブ（Anacetrapib）は開発中のCETP阻害薬であり、高コレステロール血症を是正して心血管疾患を予防することが期待されている。メルク（MSD）が創出・治験を行っており、治験コードはMK-0859。2017年に開発は中止された。

## 臨床試験
2007年10月の第16回国際動脈硬化学会議（DALM、International Symposium on Drugs Affecting Lipid Metabolism）で第IIb相臨床試験の結果が発表された。アナセトラピブを8週間投与した結果、用量依存的にLDLコレステロール値が低下し、HDLコレステロールが上昇した。血圧上昇はいずれの群でも観察されなかった。10mg、40mg、150mg、300mgを投与した時のHDL上昇量はそれぞれ、44%、86%、139%、133%であった。
アナセトラピブの用量設定試験も実施され、2009年に結果が発表された。

### 第III相臨床試験（DEFINE）
LDL、HDL、臨床的心血管イベントへの効果ならびに安全性を評価するために、中規模の第III相臨床試験（DEFINE、Determining the Efficacy and Tolerability of CETP Inhibition with Anacetrapib）が開始された。
DEFINE試験の中間解析結果が2010年11月のアメリカ心臓協会（AHA）総会で発表された。100mg投与群ではプラセボ群と比べて、LDL-Cが36%低下、リポ蛋白質（a）が36.4%低下、HDL-Cが138%上昇（2.38倍）した。血圧上昇は見られず、心血管死・心血管イベントの上昇も観察されなかった。LDL低下量は後日39.8%に訂正された。
DEFINE試験は規模が小さく、明快に効果を示す事ができないが、主な心血管イベントがなく、忍容性に問題がない事が示された。
さらなるフォローアップの結果、薬剤中止後12週でもLDL-Cが18.6%低下、HDL-Cが73.0%増加しており、血漿中には薬物が30～45%残存していた。薬剤中止後2〜4年後でも薬剤が低濃度残存していた。

### 第III相臨床試験（REVEAL）
アナセトラピブの臨床効果を確認するため、30,000人規模の無作為化偽薬対照二重盲検試験REVEAL試験（Randomized EValuation of the Effects of Anacetrapib Through Lipid-modification）が実施されている。
この試験は心血管疾患（心疾患、脳血管、末梢血管）の既往患者をアナセトラピブ100mg/日群と偽薬群に分け、アナセトラピブが主要冠動脈障害（心臓発作、心臓死、冠血行再建の必要な状態）を予防するかを見る。データは2017年まで収集される。
2013年に、薬剤投与を中止した患者の体内に長期間薬剤が残っている事に関して懸念が示された（DEFINE試験フォローアップ参照）。
これらの臨床試験の結果、心臓発作と死亡のリスク減少は9%に留まり、一方で脂肪組織に蓄積された薬剤についての懸念を充分に払拭出来ないとして、2017年に開発は中止された。